# Electronic Labyrinth: THX 1138 4EB
Electronic Labyrinth: THX 1138 4EB is een korte film uit 1967 geregisseerd door George Lucas. Lucas maakte deze film toen hij nog een student was op de universiteit en zou later door hem opnieuw gefilmd worden als de speelfilm THX 1138. De film is in 2010 in het National Film Registry opgenomen ter preservatie.

## Verhaal
De protoganist is een man genaamd THX 1138 die door een eindeloze reeks hallen loopt terwijl hij in de gaten wordt gehouden met videocamera's.

## Rolverdeling
| Acteur         | Personage    |
| -------------- | ------------ |
| Dan Nachtsheim | THX 1138 4EB |
| Joy Carmichael | 7117         |
| David Munson   | 2222         |
| Marvin Bennett | 0480         |
| Ralph Stell    | 9021         |